# Charlotte Alexandra
Charlotte Alexandra Mary Seeley, geralmente creditada como Charlotte Alexandra, é uma atriz de cinema inglesa. Ela é mais conhecida por sua aparição em vários filmes controversos e sexualmente explícitos em meados do final da década de 1970. Ela também atuou sob seu nome de batismo, Charlotte Seeley.

## Carreira
Em 1973, Alexandra apareceu no filme Contes immoraux (Contos imorais), um filme erótico dirigido por Walerian Borowczyk, e Les Baiseuses, que foi intitulado Jailbait ou That Girl Is a Tramp nos EUA. Em 1976, Alexandra teve um papel principal em Une vraie jeune fille, que foi dirigido e escrito por Catherine Breillat. Alexandra desempenhou o papel de uma garota de 14 anos que passa por um turbulento despertar sexual. Em países de língua inglesa, o filme foi chamado de A Real Young Girl nos EUA e A Real Young Lady no Reino Unido. O filme não foi lançado até 1999 devido à sua representação gráfica da sexualidade, incluindo close-ups explícitos da vulva de Alexandra.
Em 1976, ela também apareceu no filme L'Acrobate, uma comédia dramática dirigida por Jean-Daniel Pollet. Em 1977, ela apareceu em Goodbye Emmanuelle e The Strange Case of the End of Civilization as We Know It, e seus filmes posteriores incluíram Spookies e Personal Services sob o nome de Charlotte Seeley.
Ela apareceu como Georgina Marshall (esposa do personagem de Paul Nicholas, Vince Pinner) na terceira e última temporada de Just Good Friends, transmitida originalmente em 1986.

## Filmografia

### Filme
| Ano  | Título                                                    | Papel                                      | Notas                                                |
| ---- | --------------------------------------------------------- | ------------------------------------------ | ---------------------------------------------------- |
| 1972 | Les baiseuses                                             | La surveillante de la maison de correction | Filme pornográfico                                   |
| 1973 | Immoral Tales                                             | Thérèse                                    |                                                      |
| 1976 | L'acrobate                                                | Louise                                     |                                                      |
| 1976 | A Real Young Girl                                         | Alice Bonnard                              |                                                      |
| 1977 | The Strange Case of the End of Civilization as We Know It | Miss Moneypacket                           |                                                      |
| 1977 | Goodbye Emmanuelle                                        | Chloe                                      |                                                      |
| 1977 | The Fortune Teller                                        |                                            | Curta-metragem                                       |
| 1979 | The Knowledge                                             | Housewife                                  | creditada como Charlotte Seely, Filme para televisão |
| 1985 | Dead End                                                  | Tina                                       |                                                      |
| 1986 | Spookies                                                  | Adrienne                                   | creditada como Charlotte Seeley                      |
| 1987 | Personal Services                                         | Diane                                      |                                                      |

### Televisão
| Ano  | Título            | Papel                  | Notas                                                              |
| ---- | ----------------- | ---------------------- | ------------------------------------------------------------------ |
| 1986 | Just Good Friends | Georgina               | 4 episódios, creditada como Charlotte Seeley                       |
| 1986 | Lytton's Diary    | Valerie von Wolfenberg | Episódio: "The Ends and the Means", creditada como Charlotte Seely |
| 1987 | Tandoori Nights   | Yuppie                 | Episódio: "Sage Struck", creditada como Charlotte Seely            |